# Troe vyšli iz lesa
Troe vyšli iz lesa (Трое вышли из леса) è un film del 1958 diretto da Konstantin Naumovič Voinov.